# Liadagmis Povea
Liadagmis Povea Rodríguez (San Juan y Martínez, 6 de febrero de 1996) es un deportista cubana que compite en atletismo, especialista en la prueba de triple salto.
Ganó una medalla de plata en el Campeonato Mundial de Atletismo en Pista Cubierta de 2025. Participó en tres Juegos Olímpicos de Verano, ocupando el quinto lugar en Tokio 2020 y el cuarto en París 2024.

## Palmarés internacional
| Campeonato Mundial en Pista Cubierta | Campeonato Mundial en Pista Cubierta | Campeonato Mundial en Pista Cubierta | Campeonato Mundial en Pista Cubierta |
| Año                                  | Lugar                                | Medalla                              | Prueba                               |
| ------------------------------------ | ------------------------------------ | ------------------------------------ | ------------------------------------ |
| 2025                                 | Nankín (China)                       | Medalla de plata                     | Triple salto                         |